# 比利亚丹戈斯德尔帕拉莫
比利亚丹戈斯德尔帕拉莫，是西班牙卡斯蒂利亚-莱昂莱昂省的一个市镇。 总面积45平方公里，总人口1017人（001年），人口密度23人/平方公里。